# Ясеновець (річка)
Ясеновець — річка в Україні, у Міжгірському районі Закарпатської області, ліва притока Тереблі (басейн Дунаю).

## Опис
Довжина річки приблизно 4 км. Формується з багатьох безіменних струмків.

## Розташування
Бере початок на південному сході від села Заверхня Кичера. Тече переважно на південний захід і впадає в річку Тереблю, праву притоку Тиси.

## Цікавий факт
Річка тече повністю в межах Національного припродного парку «Синевир».